# Subleuconycta palshkovi
Subleuconycta palshkovi är en fjärilsart som beskrevs av Nikolai Nikolaievich Filipjev 1937. Subleuconycta palshkovi ingår i släktet Subleuconycta och familjen nattflyn. Inga underarter finns listade i Catalogue of Life.